# Eros (manzana)
Eros es una variedad cultivar de manzano (Malus domestica).
Criada en 1947 por el viverista "WP Seabrook & Sons of Boreham", Essex (Reino Unido). Las frutas tienen una pulpa crujiente con un sabor subácido y ligeramente dulce.

## Historia
'Eros' es una variedad de manzana, criada en 1947 por el viverista "WP Seabrook & Sons of Boreham", Essex (Reino Unido) a partir del cruce de 'Worcester Pearmain' como Parental-Madre x polen de 'Charles Ross' como Parental-Padre.
'Eros' se cultiva en la National Fruit Collection (Colección Nacional de Fruta) de Reino Unido donde está cultivada con el número de accesión: 1963-005' y nombre de accesión: Eros. También se encuentra ejemplares vivos en el huerto colección de "East of England Apples & Orchards Project".

## Características
'Eros' es un árbol pequeño, moderadamente vigoroso, con crecimiento erguido y extendido. El árbol es resistente. Portador de espuelas de fructificación. Tiene un tiempo de floración que comienza a partir del 6 de mayo con el 10% de floración, para el 11 de mayo tiene una floración completa (80%), y para el 19 de mayo tiene un 90% de caída de pétalos.
'Eros' tiene una talla de fruto grande; forma redondeado y ligeramente aplanado, a veces torcido, con una altura promedio de 57.50mm y una anchura promedio de 78.50mm, nervaduras medias, y corona ausente; epidermis con color de fondo amarillo verdoso, con color del sobre color manchas de color rojo intenso en el lado del sol, rayas rotas de color más intenso, con distribución del sobre color chapa / rayas, importancia del ruginoso-"russeting" (pardeamiento áspero superficial que presentan algunas variedades) débil; pedúnculo longitud media y de calibre robusto, colocado en una cavidad media, poco profunda y con ruginoso-"russeting"; cáliz con la anchura de la cavidad calicina media, profundidad de la cavidad calicina media, ojo pequeño, semicerrado; pulpa de color crema amarillo de textura crujiente con un sabor subácido y ligeramente dulce.
Su tiempo de recogida de cosecha se inicia a principios de septiembre. Se conserva bien durante dos meses en frío.

## Usos
Se utiliza como una manzana de uso en fresco para postre de mesa.

## Ploidismo
Diploide. Auto estéril, para los cultivos es necesario un polinizador compatible. Grupo C Día 11.